# 曹碾满族乡
曹碾满族乡是中华人民共和国内蒙古自治区乌兰察布市凉城县下辖的一个民族乡。

## 行政区划
曹碾满族乡下辖以下村级行政区划单位：
曹碾村、周泉村、大泉村、九号村、铁铺村、脑包平村、厂汉营村、大圐圙村、头号村、十一号村、保全庄村、四号村、二蛮沟村、王三顺村、北水泉村、省城夭村、中水泉村、东厂汉营村、十七号村和十九号村。